# والتون إيفانز
والتون إيفانز (بالإنجليزية: Anthony Walton White Evans)‏ هو مهندس مدني ومهندس أمريكي، ولد في 31 أكتوبر 1817 في نيو برونزويك في الولايات المتحدة، وتوفي في 28 نوفمبر 1886 في نيو روتشيل في الولايات المتحدة.